# Gordexola
Gordexola – gmina w Hiszpanii, w prowincji Biskaja, w Kraju Basków, o powierzchni 40,97 km². W 2011 roku gmina liczyła 1733 mieszkańców.